# Mîkîtînți, Iarmolînți
Mîkîtînți (în ucraineană Микитинці) este un sat în comuna Mîhailivka din raionul Iarmolînți, regiunea Hmelnîțkîi, Ucraina.

## Demografie
Componența lingvistică a localității Mîkîtînți
     Ucraineană (100%)
Conform recensământului din 2001, toată populația localității Mîkîtînți era vorbitoare de ucraineană (100%).